# جينيفر لورا تومسون
جينيفر لورا تومسون (بالإنجليزية: Jennifer Laura Thompson)‏ هي ممثلة أمريكية، ولدت في 5 ديسمبر 1969 في ساوثفيلد في الولايات المتحدة.

## ترشيحات
- جائزة توني عن فئة أفضل ممثلة في مسرحية موسيقية [الإنجليزية]‏ (2002)

## وصلات خارجية
- جينيفر لورا تومسون على موقع IMDb (الإنجليزية)
- جينيفر لورا تومسون على موقع ميوزك برينز (الإنجليزية)
- جينيفر لورا تومسون على موقع قاعدة بيانات برودواي على الإنترنت (الإنجليزية)
- جينيفر لورا تومسون على موقع قاعدة بيانات الفيلم (الإنجليزية)